# 超忆症
超憶症（英語：Hyperthymesia，源自古希臘語 hyper（“過度”）和thymesis（“記憶”））。又稱完全記憶，指一個人拥有超常自傳性記憶，可以記住自己一生中主要的個人經歷和事件（無選擇記憶）。2006年Elizabeth Parker、Larry Cahill、Paul Tejera博士和James McGaugh在Neurocase雜誌首次描述了超憶症的“症狀”：
- 这个人不正常地花费大量时间思考自己的过去。
- “病人”具有超常能力回忆自己过去的特定个人事件。

有些超憶症患者想起過去事件，情緒反應會跟過去一樣，帶來負面影響。
英国“第四频道”电视台制作纪录片《无法忘记的男孩》，讲述英国男子奥雷利安·海曼的故事：他患有超忆症，记忆力惊人。他记得近10年来自己吃过的每顿饭、做过的每件事、每天如何穿戴......
由美国加州大学科学家完成的一项研究指出：全世界患有“超忆症”的只有80人左右。